# Polidor de Feres
Polidor de Feres (en llatí Polydorus, en grec antic Πολύδωρος) fou tirà de Feres, i tagos de Tessàlia al segle IV aC.
Era germà de Jàson de Feres, al que va succeir a la seva mort el 370 aC juntament amb el seu germà Polifró. Durant un viatge dels dos germans a Larisa, Polidor va morir sobtadament una nit, segurament assassinat per orde de Polifró, segons diu Xenofont. Diodor de Sicília atribueix la seva mort a un altre germà, Alexandre, després també tirà de Feres, però això sembla un error, ja que el tirà Alexandre era en realitat el nebot de Polidor i no el germà.